# Boër (locomotive)
Pour les articles homonymes, voir Boer.

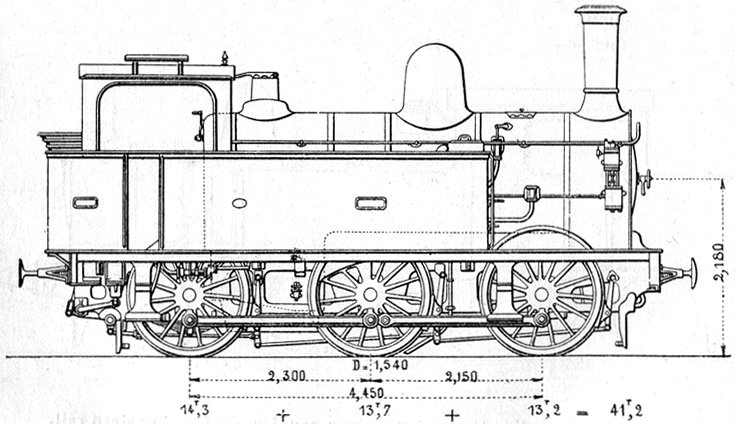
030 "Boer" à cylindres intérieurs de la Compagnie des chemins de fer de l'Ouest.

Boër est un type de locomotive à vapeur dont les essieux ont la configuration suivante :
- 3 essieux moteur

Cette dénomination des 030 était en général réservée aux machines de manœuvre alors que les machines de ligne étaient soit des Bourbonnais, soit des Mammouth.

## Codifications

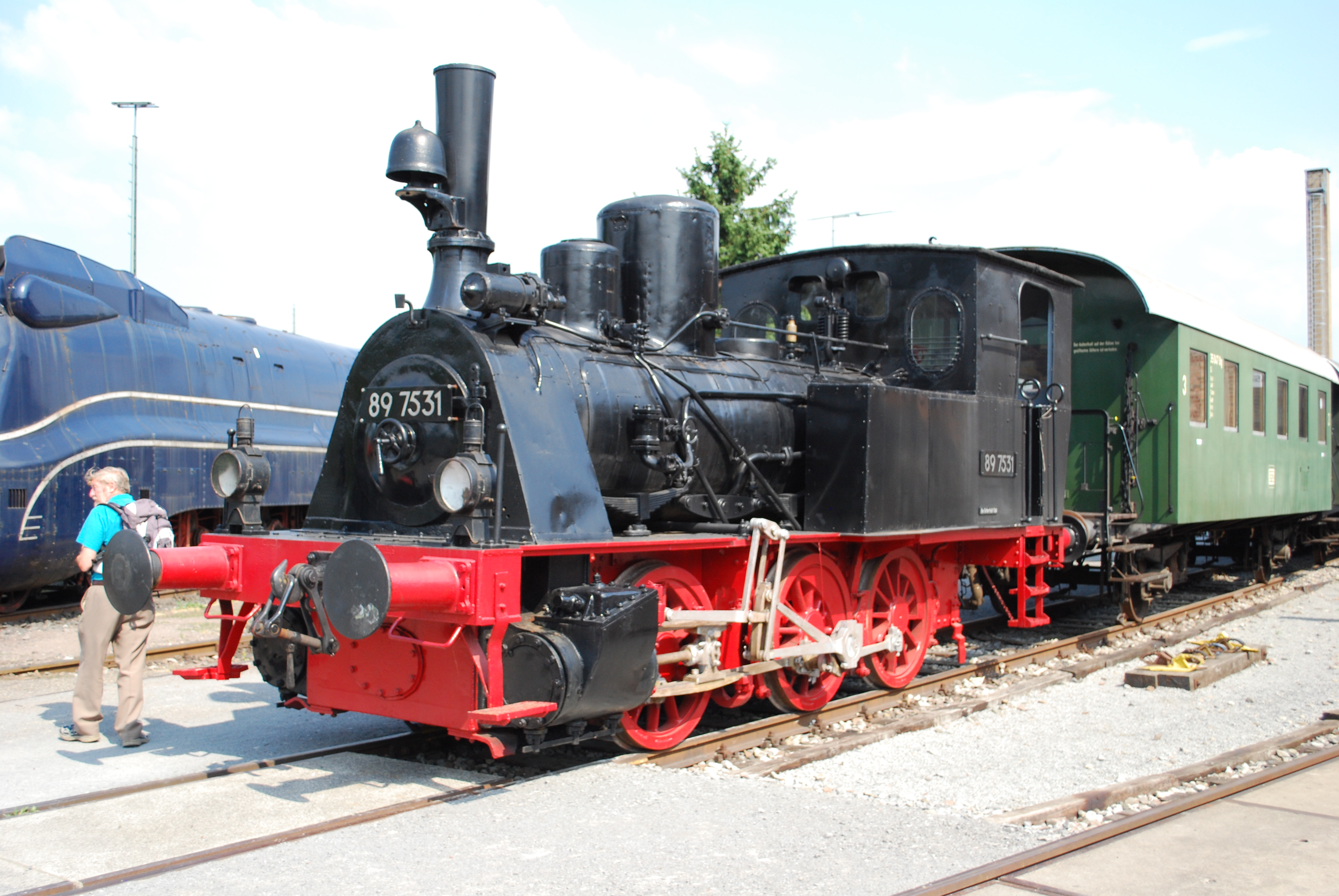
T3 prussienne.

Ce qui s'écrit :
- 0-6-0 en codification Whyte.
- 030 en codification d'Europe continentale.

## Utilisation
Réseau de l'ALT2 AL 2044 de 1876
T3 AL 2045 à 2113 et 6142 à 6144 de 1871 à 1913, futures : 1-030 TA 66 et 1-030 TB 125, 130 et 134 pour les survivantes
Compagnie de l'Est030 T Est 0.171 à 0.182, 0.201 à 0.210 et 0.242 à 0.249 de 1858 à 1869, future : 1-030 TB 203

SNCF030 TU 1 à 77 de 1945
030 TX 1 à 9 de 1945